# Lapeyrouse, Puy-de-Dôme

Lapeyrouse este o comună în departamentul Puy-de-Dôme, Franța. În 1 ianuarie 2022 avea o populație de 515 de locuitori.